# Скачок сходный
Скачок сходный, или скачок баштановый, или скачок бахчевой (лат. Platycleis affinis) — вид кузнечиков рода Platycleis из подсемейства Tettigoniinae. Западная Палеарктика (от Западной Европы до Туркмении и Сирии; Закавказье, Дагестан, Северная Африка).

## Описание
Длина тела 18-33 мм. Основная окраска одноцветная буровато-жёлтая. Надкрылья длинные (25-41 мм), яйцеклад до 16 мм. Встречаются на высотах от 445 до 1920 м. Личинки отмечены с мая, взрослые особи — с июня. Челюсти очень мощные, может прокусить кожу. Их часто путают с африканской саранчой, которая относится к короткоусым равнокрылым , а сами они относятся к длинноусым прямокрылым.